# بارك جونغ-وو (لاعب كرة قدم)
بارك جونغ-وو (هانغل: 박종우) هو لاعب كرة قدم كوري جنوبي في مركز الوسط، ولد في 11 أبريل 1979 في كوريا الجنوبية. لعب مع Ulsan Hyundai Mipo Dockyard FC ‏.

## وصلات خارجية
- بارك جونغ-وو (لاعب كرة قدم) على موقع دوري كوريا الجنوبية (الإنجليزية)
- بارك جونغ-وو (لاعب كرة قدم) على موقع قاعدة بيانات كرة القدم.إي يو (الإنجليزية)
- بارك جونغ-وو (لاعب كرة قدم) على موقع Soccerway.com (الإنجليزية)